# Elbsee (Aitrang)
Der Elbsee ist ein kleiner bayerischer Moorsee in der Gemeinde Aitrang. Er besitzt einen kleinen Zufluss aus dem Südwesten, den Elbbach, welcher ihn Richtung Norden wieder verlässt und über die Kirnach in die Wertach fließt. Der See wird hauptsächlich von Tagesausflüglern besucht und zum Baden benutzt. Am Nordufer des Elbsee befindet sich ein Restaurant mit Ferienwohnungen, ein Seebad, ein Kiosk, ein Bootsverleih und ein Campingplatz. Südwestlich des Elbsees befindet sich die Seealpe.
Das Gebiet östlich des Sees steht unter Landschaftsschutz.

## Name
1499 taucht der See als Elchsee in den Urkunden auf. Der Bach wird zu dieser Zeit als Eltbach oder Elchbach bezeichnet. Der Name leitet sich daher vom Elch ab.

## Galerie

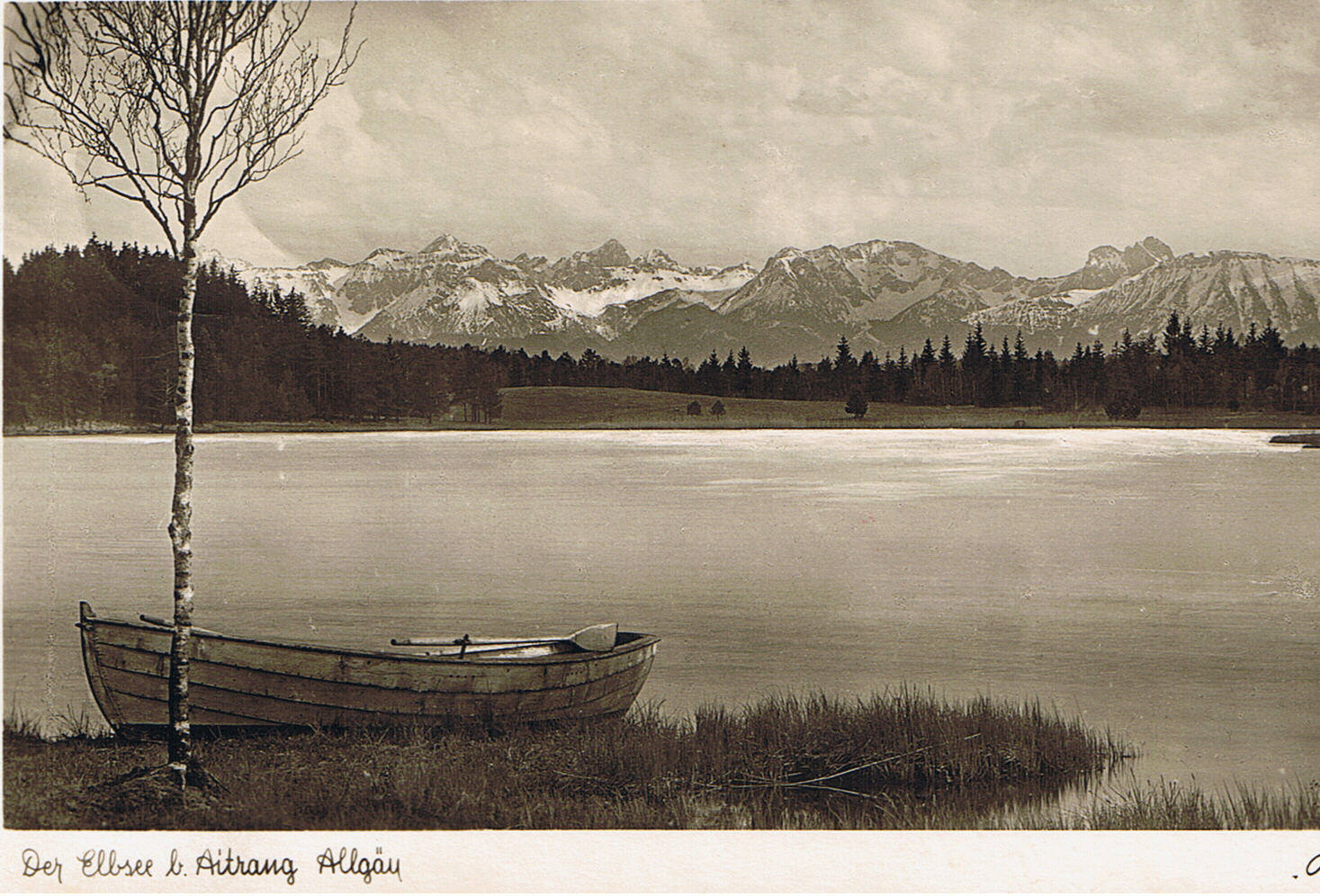
Elbsee um 1950
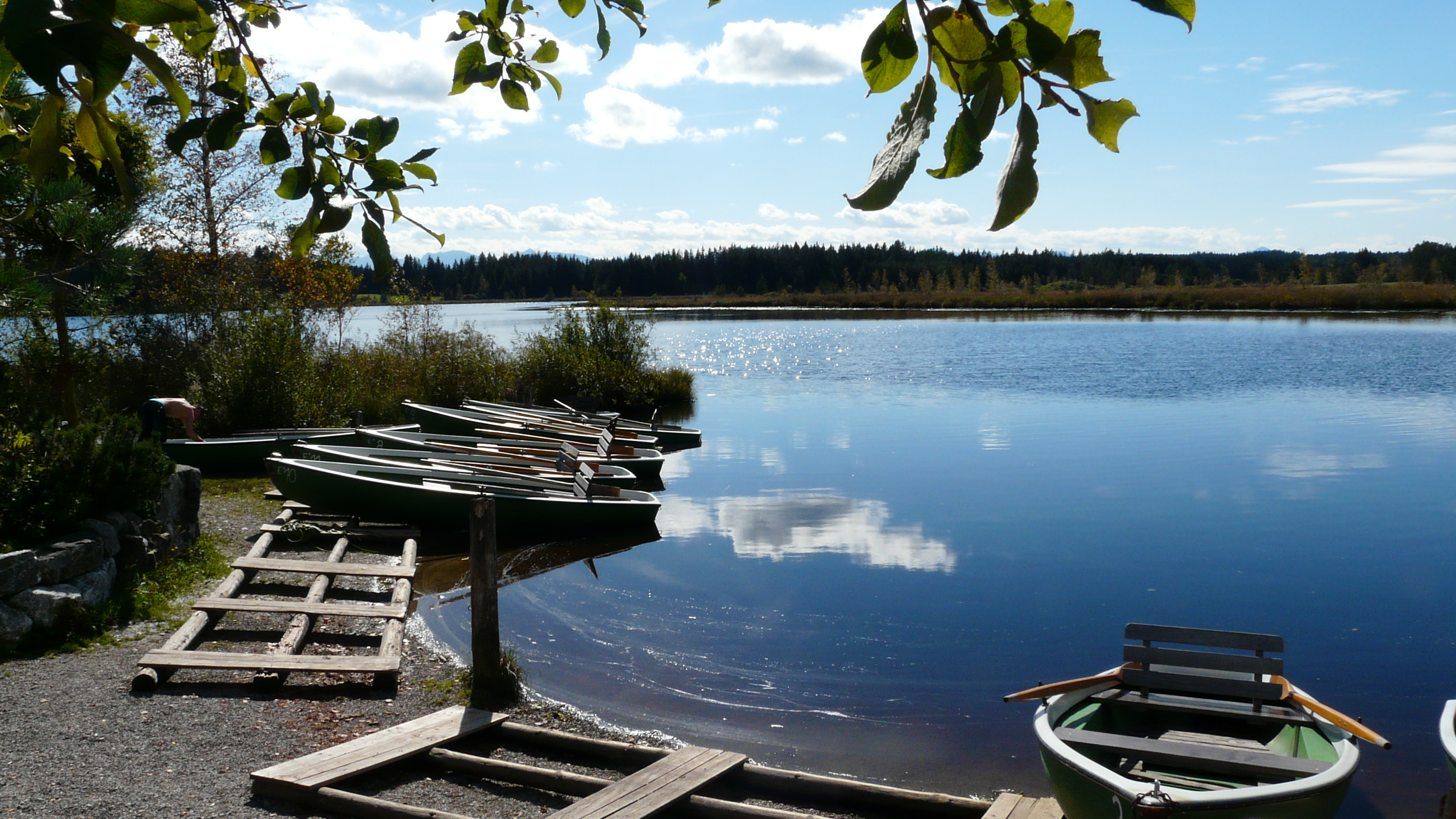
Elbsee 2012
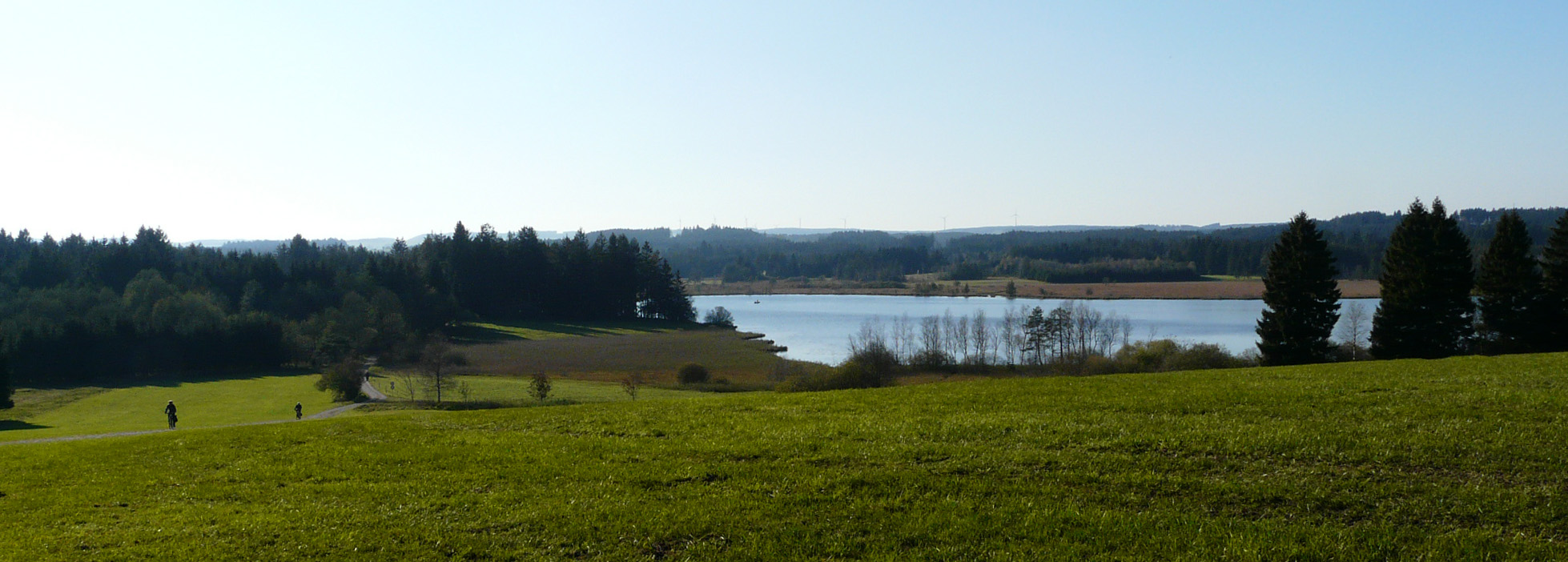
Elbsee von Südosten
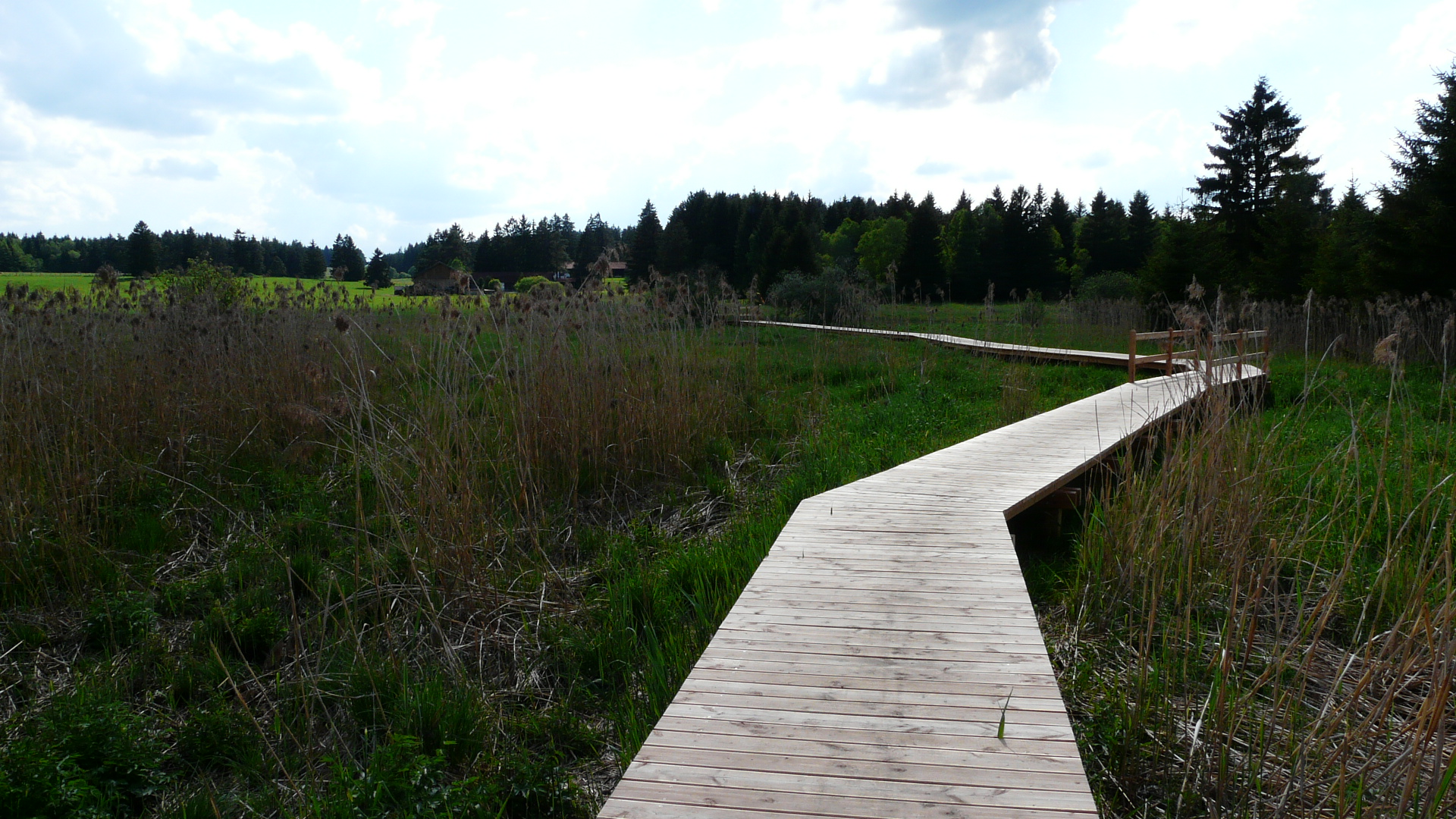
Moorlehrpfad am Elbsee Richtung Seealpe